# Rio Iaco
Der Rio Iaco, in Peru Río Yaco, ist ein etwa 747 km langer rechter Nebenfluss des Rio Purus im Amazonastiefland der peruanisch-brasilianischen Grenzregion.

## Flusslauf
Der Rio Iaco entspringt im äußersten Osten von Peru an der Grenze der Provinzen Purús (Region Ucayali) und Tahuamanu (Region Madre de Dios) auf einer Höhe von etwa 420 m. Der Fluss durchquert anfangs den Norden des Distrikts Iñapari in überwiegend östlicher Richtung. Er weist auf seiner gesamten Länge ein teils stark mäandrierendes Verhalten mit zahlreichen Flussschlingen und Altarmen auf. In Peru verläuft der Fluss im Nationalpark Alto Purús. Bei Flusskilometer 630 überquert der Rio Iaco die brasilianische Grenze. Anschließend durchquert der Fluss das Eingeborenenreservat Terra Indígena Mamoadate, das von Machineri und Yaminawá bewohnt wird. Ab Flusskilometer 540 wendet er sich allmählich in Richtung Ostnordost, ab Flusskilometer 250 in Richtung Nordnordost. Bei Flusskilometer 54 trifft der Rio Macauã von links auf den Rio Iaco. Dieser passiert bei Flusskilometer 16 die am linken Flussufer gelegene Stadt Sena Madureira, nimmt noch bei Flusskilometer 12 den Rio Caeté von links auf und mündet schließlich auf einer Höhe von etwa 130 m in den Rio Purus. In Brasilien verläuft der Rio Iaco fast komplett innerhalb des Bundesstaates Acre. Lediglich die letzten 10 Kilometer befinden sich im Bundesstaat Amazonas.

## Einzugsgebiet
Der Rio Iaco entwässert ein Areal von etwa 26.400 km². Dieses ist noch größtenteils mit tropischem Regenwald bedeckt. In der Umgebung von Sena Madureira ist dieser jedoch schon weitflächig verschwunden. Der peruanische Teil befindet sich im Distrikt Iñapari der Region Madre de Dios und liegt vollständig im Nationalpark Alto Purús. In Brasilien liegt das Einzugsgebiet größtenteils im Gemeindegebiet von Manoel Urbano sowie zu einem geringen Teil im äußersten Süden im Gemeindegebiet von Assis Brasil. Das Einzugsgebiet des Rio Iaco grenzt im Norden an das des Rio Chandless (in Peru: Río Chandless) sowie im Süden und im Osten an das des Rio Acre (in Peru: Río Acre). Im Einzugsgebiet des Rio Iaco befinden sich die brasilianischen Schutzgebiete Reserva Extrativista Chico Mendes und Reserva Extrativista Cazumbá-Iracema.